# Gongola
De Gongola is een 531 km lange rivier in het noordoosten van Nigeria.
De rivier ontspringt op het Plateau van Jos door het samenstromen van verschillende kleinere rivieren zoals de Lere en de Maijuju. De bronrivieren en de bovenloop van de Gongola komen jaarlijks droog te staan, terwijl op de benedenloop in het verleden vaak overstromingen plaatsvonden. Om dit de voorkomen werden de Dadin Kowadam en de Kiridam gebouwd. De stuwmeren die zo ontstonden worden gebruikt voor de irrigatie van landbouwgrond. De belangrijkste zijrivier is de Hawal die ontspringt op het Plateau van Biu. De Gongola stroomt in oostelijke richting en mondt nabij Numan uit in de Benue, waarvan het de belangrijkste zijrivier is.